# Louis Malle
Louis Malle (Thumeries, 30 d'octubre de 1932 – Los Angeles, 23 de novembre de 1995) va ser un director, guionista i productor de cinema francès.

## Biografia

### Els inicis
Nascut a Thumeries (Departament del Nord, França) el 1932, Louis Malle va ser el cinquè de set fills d'una adinerada família d'industrials del sucre. Va créixer en el si d'un entorn burgès i va ser educat catòlicament passant per diversos internats (fet que evocarà anys més tard al rodar Au revoir les enfants). A l'edat de 14 anys es familiaritza amb l'ús de la càmera fent les seves primeres gravacions amb la càmera de 8 mm del seu pare. Inicialment estudia ciències polítiques a la Universitat de París però de seguida decideix que vol esdevenir cineasta i el 1951 canvia els estudis per inscriure's a l'escola de cinema de París (IDHEC, Institut des hautes études cinématographiques), una carrera que també acabarà abandonant al considerar-la massa teòric.
La pràctica l'obtindrà gràcies a Jacques-Yves Cousteau, que busca un jove assistent per realitzar un documental sobre el fons marí. D'entre els diversos estudiants que li proposen, Cousteau escull a Malle, qui s'embarcarà a bord del Calypso en una expedició oceanogràfica de dos anys de durada. És així com Malle aprèn les tècniques de la filmació i participa en el rodatge del documental Monde du Silence (1955), recompensat amb la Palma d'Or al Festival de Cinema de Cannes de 1956 (el primer documental a ser premiat i encara avui dia l'únic juntament amb Fahrenheit 9/11 de Michael Moore).
En total, Malle va treballar quatre anys per Cousteau, fins que durant un dels treballs de gravació submarins del vaixell de vapor Andrea Doria, enfonsat als EUA, un membre de l'equip va perdre la vida i Malle mateix va patir una greu ferida al timpà. Va decidir aleshores d'abandonar el seu ofici de càmera submarí. La seva pròxima experiència és amb Robert Bressons, treballant d'assistent en el rodatge d'Un condamné à mort s'est échappé (1956).
Després de certs menors i en part incomplets projectes el 1957 realitza per fi Ascenseur pour l'échafaud, opera prima amb la qual va assolir un notable èxit reforçat per la banda sonora de Miles Davis. Tot seguit Malle va rodar Les amants (1958), film amb el qual ataca a la burgesia; Zazie dans le métro (1960), una adaptació d'una novel·la de Raymond Queneau; La vie privée (1961); i Le feu follet (1963), adaptació d'una novel·la de Pierre Drieu La Rochelle. El 1965, després d'alguns curtmetratges, roda a Mèxic la pel·lícula Viva Maria!.
Ja a França, Malle es casa amb l'actriu Anne-Marie Deschott. El 1966 estrena a París la pel·lícula Le voleur, una mirada cínica de la societat on el lladre personifica a l'home lliure i aliè a un sistema carregat de prejudicis i hipocresia.
Malgrat la seva gens menyspreable carrera cinematogràfica, les severes fites que es marca Malle el condueixen a una crisi artística. El director francès té la impressió de repetir-se en els seus films i es nega a passar la resta de la seva vida estrenant un film cada dos anys. Es separa aleshores de la seva muller, ven l'apartament a París i se'n va a l'Índia, on retorna als seus orígens cinematogràfics tot rodant documentals. Això no obstant, l'estada a Índia no es prolonga massa i retorna aviat cap a França instal·lant-se no a París com la resta dels seus col·legues de la Nouvelle Vague sinó retirat a la província. Entre 1970 i 1973 Malle té un aventura amb l'actriu alemanya Gila von Weitershausen, amb qui tindrà un fill.

### Polèmica i exili
Com a resultat de la seva crisi familiar i creativa un nou tema fa acte de presència a la carrera cinematogràfica de Malle: la infantesa. El 1971 el director francès roda l'exitós i polèmic Le souffle au coeur, un film parcialment autobiogràfic on Malle aborda la relació incestuosa entre una mare i el seu fill. El tema és tractat sense judicis morals -una marca de la casa al llarg de la carrera del cineasta francès. No hi ha ni innocents ni culpables perquè la vida és més complexa que la pobre divisió entre el bé i el mal. És l'espectador qui s'ha de formar una opinió i emetre el seu propi veredicte.
Tres anys més tard, Malle aixeca de nou polseguera amb l'estrena el 1973 de la pel·lícula Lacombe Lucien. El film tracta sobre un jove francès que és rebutjat per la resistència i s'acaba passant a l'altre bàndol fent de col·laborador a la França ocupada pels nazis. Novament, el film no conté cap judici sinó que relata una successió de fets en els quals l'atzar i les circumstàncies semblen determinar el destí del protagonista. Malle va ser alhora lloat per la seva obra mestra com també titllat d'innoble i d'ofendre la memòria de la resistència.
Mentrestant, en l'esfera privada Malle té dos fills de dos mares diferents i el 1976, en part influenciat per la polèmica, el director francès es muda als EUA, país on hi restarà uns 10 anys amb constants viatges al sud de França. El 1980 es casa per segona vegada, aquest cop amb l'actriu Candice Bergen. I també el mateix any Malle roda la seva pel·lícula més aclamada al llarg de la seva estada ala EUA: Atlantic City. El film compta amb Burt Lancaster i l'aleshores desconeguda Susan Sarandon com a protagonistes principals. La pel·lícula té un gran èxit i entre molts altres premis guanya el Lleó d'Or del Festival Internacional de Cinema de Venècia de 1980.

### La consagració
El 1986 Malle retorna a França per rodar un any més tard la que seria la seva més aclamada i exitosa pel·lícula de la seva carrera: l'autobiogràfica Au revoir les enfants amb la qual Malle es reconcilia alhora amb la crítica i la polèmica generada uns anys enrere amb Lacombe Lucien. La història de la pel·lícula s'ubica en un col·legi catòlic sota l'ocupació nazi de França. L'escola amaga la identitat d'un nen jueu a qui mescla amb la resta de nens, procedents de families burgueses. Una gran amistat i complicitat neix entre ell i els companys de l'escola. Això no obstant, aquesta fraternal relació es veurà interrompuda per un tràgic desenllaç que ni alumnes ni professors poden evitar. Entre molts d'altres premis, la pel·lícula serà coronada amb el Lleó d'Or del Festival Internacional de Cinema de Venècia i set premis Cèsar.
Seguint a Au revoir les enfants, les pel·lícules Milou en mai (1989), Ferida (1992), i finalment Vanya, 42e rue (1994), una adaptació de l'obra teatral Vanya d'Anton Txékhov.
Malle morirà el 23 de novembre de 1995 a Los Angeles com a conseqüència d'un limfoma.

## Premis i nominacions
- 1956: Palma d'Or al Festival de Canes amb Jacques-Yves Cousteau per Le Monde du silence
- 1956: Prix Méliès amb Jacques-Yves Cousteau per Le Monde du silence, ex æquo amb Les maniobres de l'amor de René Clair
- 1957: Oscar du meilleur film documentaire avec Jacques-Yves Cousteau pour Le Monde du silence
- 1957: Prix Louis-Delluc per Ascenseur pour l'échafaud
- 1958: Premi especial del jurat a la Mostra de Venècia per Les Amants
- 1963: Premi especial del jurat a la Mostra de Venècia per Le Feu follet
- 1975: Nominació a l'Oscar a la millor pel·lícula de parla no anglesa per Lacombe Lucien
- 1980: Lleó d'Or a la Mostra de Venècia per Atlantic City
- 1982: Nominació a l'Oscar al millor director per Atlantic City
- 1987: Lleó d'Or a la Mostra de Venècia per Au revoir les enfants
- 1987: Prix Louis-Delluc per Au revoir les enfants, ex æquo amb Soigne ta droite de Jean-Luc Godard
- 1988: Nominació a l'Oscar a la millor pel·lícula de parla no anglesa per Au revoir les enfants
- 1988: César al millor film, al millor director i al meilleur scénario per Au revoir les enfants
- 1988: European Award al millor escenari per Au revoir les enfants

## Filmografia

### Primer període francès
- 1953: Crazeologie
- 1955: La Fontaine de Vaucluse (c.m.)
- 1955: Station 307 (c.m.)
- 1955: Le Monde du silence, co-realitzat amb Jacques-Yves Cousteau, Palma d'Or (documental)
- 1957: Ascenseur pour l'échafaud
- 1958: Les Amants
- 1960: Zazie dans le métro
- 1962: Vie privée
- 1962: Vive le tour (documental)
- 1963: Le Feu follet
- 1965: Viva Maria
- 1966: Le Voleur
- 1968: Històries extraordinàries (co-realitzatió)
- 1969: Calcutta, l'Inde fantôme (documental)
- 1971: Le Souffle au cœur
- 1973: Humain, trop humain (documental)
- 1973: Place de la République (documental)
- 1974: Lacombe Lucien
- 1975: Black Moon

### Període estatunidenc
- 1978: La petita (La Petite, títol original)
- 1980: Atlantic City
- 1981: My Dinner with André
- 1983: Crackers
- 1985: La badia de l'odi (Alamo Bay, títol original)
- 1985: God's Country (documental)
- 1986: La Poursuite du bonheur alias And the Pursuit of Happiness (documental)

### Segon període francès
- 1987: Au revoir les enfants
- 1989: Milou en mai
- 1992: Ferida (Damage, títol original)
- 1994: Vanya, 42e rue